# Trevor Crabb
Trevor Crabb (Honolulu, 15 de setembro de 1989) é um jogador de vôlei de praia estadunidense, semifinalista em duas edições de Campeonatos Mundiais, em 2019 e 2023.

## Carreira
Ele vem de uma família  de desportistas, como seu irmão Taylor Crabb, como seu tio Tony Crabb integrante da comissão técnica da seleção dos Estados Unidos e medalhista de ouro nas Olimpíadas de 1984, também é primo da ex-levantadora e medalhista de prata em 2012, Lindsey Berg.A prática desportiva era habitual em sua família, quando estava no mar surfando ou remando com a mãe, Paula, ex-ginasta, estava na areia jogando vôlei com o pai, Chris, que foi jogador profissional na quadraIniciou aos três anos de idade a praticar voleibol na quadra infantil no Outrigger Canoe Club em Waikiki
Estudou na Punahou High School, em seu primeiro ano defendeu as cores do Buffanblu, depois, decidiu jogar basquete na temporada de 2008-09, iniciando na edição do Campeonato Estadual de Basquete do Havaí de 2008, registrando uma média de 10 pontos, 7 rebotes e dois bloqueios por jogo, tal desempenho conseguiu integrar o time de basquete da University of Puget Sound, em Tacoma, tendo a média de apenas 2,7 minutos  de permanência em quadra por jogo pelos Loggers e retornou ao vôlei após ser recrutado pela Universidade do Estado da Califórnia.
A estréia em competições oficiais no vôlei de praia ocorreu em 2011, na etapa de Hermosa Beach, formando dupla seu irmão Taylor Crabb, em 2012, jogou com Evan Silberstein,  foi premiado como Rei da Praia de 2012, torneio do Outrigger Canoe Club,   ao lado de Brad Lawson de 2013 a 2014 esteve no circuito da AVP com Steven Vanderwerp, no circuito NORCECA em 2014, esteve com Billy Allen nas etapas de Varadero, Chula Vista e em Trinidad e Tobago , em todas alcançaram as quintas posições.Ainda em 2014, esteve com Adam Roberts e estreou no circuito mundial no Aberto do Paraná (Argentina) e de Doha, quinto e trigésim terceiros lugares, respectivamente. 
Em 2015 formou dupla com James Avery Drost no Aberto de Lucerna, adiante no Grand Slam de São Petersburgo terminou na vigésima quinta posição com Derek Olson e com Billy Allen disputou o Grand Slam de Long Beach, e no Aberto de Xiamen formou dupla com Taylor Crabb e finalizaram em nono lugar, e encerraram o ano com o título em Santa Lúcia no circuito NORCECA, depois, conquistaram o terceiro lugar em Manhattan Beach, em nono em Chicago , em quinto em Mason e em terceiro novamente em Huntington Beach. 
No início de 2016, outras vitórias em torneios na Cidade da Guatemala e Grand Cayman, as terceiras posições em Guaimas Sonora e La Paz (Baja California Sur) e o vice-campeonato em Punta Cana; já no Circuito Mundial de 2016  terminaram em nono no Aberto de Cincinnati Open e nos Majors Series de Gstaad e Klagenfurt, mas, no Grand Slam de Long Beach, finalizarem na décima sétima posição.
A partir de 2017 passou a formar dupla com Sean Rosenthal, e terminaram na décima sétima posição no Circuito Mundial nos torneios cinco estrelas de Fort Lauderdale e Gstaad, além do torneio três estrelas de Haia, ainda terminaram em quinto no torneio  três estrelas de Xiamen,  e com James Avery Drost alcançou o nono lugar no duas estrelas de Espinho.Iniciou o circuito mundial de 2018 com Sean Rosenthal no quatro estrelas de Haia, depois, esteve com Skylar del Sol no três estrelas de Kish e no cinco estrelas de Fort Lauderdale; na sequência, formou dupla com John Mayer no quatro estrelas de Huntington Beach, e conquistaram a medalha de ouro no três estrelas de Lucerna e no duas estrelas de Jinjiang.
Em 2018, também atuou ao lado de Tri Bourne conquistando o título do torneio três estrelas de Qinzhou e o quarto posto no quatro estrelas de Las Vegas.Juntos competiram em 2019, conquistaram o título na etapa de Aguascalientes do Circuito NORCECA, disputaram pelo Circuito Mundial, obtendo como melhores resultados, bronze no quatro estrelas em Chetumal, o quinto lugar no torneio quatro estrelas de Itapema e Tóquio, décimo sétimo posto nos quatro estrelas de Ostrava e Varsóvia, o mesmo obtido no cinco estrelas de Vienna, sendo semifinalista no quatro estrelas de Jinjiang, e no Campeonato Mundial realizado em Hamburgo, finalizaram em vigésimo quinto lugar no FIVB World Tour Finals sediado em Roma.Ainda competiu em 2019, com William Priddy.
Em 2020, esteve com Tri Bourne no quatro estrelas de Doha e terminaram em nono, repetindo esta posição na temporada de 2021 do circuito mundial no quatro estrelas Ostrava e nas duas primeiras etapas de Cancún (bolha), além do quinto lugar na terceira etapa nesta cidade e no quatro estrelas de Sochi. Em 2022, continuaram juntos, alcançando as nonas posições no Elite 16 de Rosarito e Ostrava, além do Challenge de Espinho e na edição do Campeonato Mundial em Roma.
Na temporada de 2023, compôs dupla com Theodore Brunner , obtendo os quintos lugares nos Challenges de La Paz (México), Saquarema e Jūrmala, sendo campeões no Challenge de Espinho e vice-campeões no Challenge Haikou.Juntos disputaram a edição do Campeonato Mundial de Vôlei de Praia de 2023 nas cidades mexicanas de Tlaxcala de Xicohténcatl,  Apizaco e Huamantla terminaram em quarto lugar.

## Títulos e resultados
- Challenge de Espinho do Circuito Mundial de 2023
- Torneio 3* de Qinzhou do Circuito Mundial de 2018
- 3* de Jinjiang do Circuito Mundial de 2018
- 3* de Lucerna do Circuito Mundial de 2018
- Challenge de Haikou do Circuito Mundial de 2023
- Torneio 4* de Chetumal do Circuito Mundial de 2019
- Torneio 4* de Jinjiang do Circuito Mundial de 2019
- Campeonato Mundial de 2023
- Campeonato Mundial de 2019